# Henrik Vestergaard (politiker)
 Der er flere personer med dette navn, se Henrik Vestergaard.
Henrik Vestergaard (født 10. februar 1966) er direktør, lektor og tidligere byrådsmedlem i Aarhus, og var medlem af Folketinget for Venstre fra 20. november 2001 til 8. februar 2005.

## Uddannelse
Henrik Vestergaard gik på Sølystskolen i Egå 1973-1982. Derefter tog han matematisk-fysisk studentereksamen fra Aarhus Katedralskole i 1985 og HH fra Århus Købmandsskole 1986.
Dernæst fulgte en erhvervsvidenskabelig afgangseksamen i 1989 og cand.merc i 1991 fra Handelshøjskolen i Aarhus, hvor han også læste HD(R), som han afsluttede i 1993. Senere fik han Diploma in Company Direction, Institute of Directors, Belfast i 1998. 2015 tog han gymnasiepædagogikum på SDU, og 2018 blev der på AAU tilføjet “English as a medium of instruction”, for at kunne undervise på engelsk.

## Erhvervskarriere
Henrik Vestergaard begyndte som trainee ved Tulip Int. A/S i Vejle i 1992. I 1993 blev han marketing koordinator ved Tulip Int. A/S, Viby og i 1994 Marketingchef ved Tulip Int. i Düsseldorf, hvor han var indtil 1996. Herefter var han salgschef hos Royal Dane i Neuss i (Tyskland). I 1997 blev han salgschef hos VM Margarine A/S, hvor han også forblev bestyrelsesmedlem indtil 2004, hvor han forlod selskabet.
I dag er Henrik Vestergaard ejer af FOODHOUSE ApS, som han startede i 2005. Han repræsenterer i Danmark bl.a. firmaerne Cresco spa., Arconsa SA, franske Cap Fruit, østrigske Grapos, og det schweiziske chokoladefirma Läderach.
Fra 2006-2019 var han indehaver af Wise Mind Aarhus ApS og medejer i Wise Mind – et netværk af selvstændige konsulenter.
2009-2015 sad han i aftagerpanelet for Aarhus School of Business (Handelshøjskolen).
I 2011 blev han beskikket censor ved de erhvervsøkonomiske universitetsuddannelser, herunder CBS, Aarhus BSS, SDU og AAU.
Blev i august 2013 lektor i de afsætningsøkonomiske fag ved handelsgymnasiet Tradium i Randers, og har i 2015 erhvervet sig gymnasiepædagogikum i fagene afsætning, innovation, markedskommunikation, international økonomi, virksomhedsøkonomi samt finansiering.
Fra 2010-2015 var han bestyrelsesmedlem i Engelhardt A/S. Henrik Vestergaard var skatmester i den gastronomiske orden FCEE (Fedération Cuisinier Exclusive d'Europe) indtil dennes nedlæggelse i 2017. I dag er han stadig medlem af Chaine des Rotisseurs.

## Politisk karriere
Henrik Vestergaard var medlem af bestyrelsen i Århus Venstreforening 1992-95 og har været medlem af bestyrelsen i Hjortshøj-Egå Venstre siden 1998.
Henrik Vestergaard var Venstres kandidat i Aarhus Nordkredsen fra 14. januar 1999 – februar 2007. Han var samtidig partiets kandidat i Aarhus Østkredsen fra 2. marts 2006 – 19. december 2006.
Henrik Vestergaard var kredsens første Folketingsmedlem fra 20. november 2001 - 8. februar 2005. Han var Venstres fødevareordfører, Grønlandsordfører, samt Tingets første Frihandelsordfører.
Han var formand for Venstres Landsfødevareudvalg 2005-2006 og medlem af bestyrelsen for Kulturfonden Danmark-Grønland 2005-2009.
Han har været medlem af Aarhus Byråd siden 1. januar 2006 og af bestyrelsen for Aarhus Havn 1. januar 2006 – 31. december 2009. I perioden 2010-2013 var han gruppeformand for Venstres byrådsgruppe på Århus Rådhus.
Han er hovedforslagsstiller til byens ansøgning Aarhus2017 - europæisk kulturhovedstad, har bl.a. fået Aarhus Byråd med på at rejse en mindesten i Mindeparken for Danmarks Udsendte i international tjeneste siden 1948. Desuden var han hovedkraften bag gennemførelsen af en niveaufri skæring mellem Grenåvej og Grenåbanen i Risskov, afsluttet i 2011. Et århusiansk uopfyldt ønske siden 1970'erne.
I starten af april 2013 blev han vraget som kandidat til Aarhus Byråd af flere af Venstres Aarhuskredse med begrundelsen samarbejdsproblemer. Han havde forsøgt i november 2012 at blive Venstres borgmesterkandidat, hvilket ikke lykkedes. Henrik Vestergaard valgte den 16. april 2013 at forlade Venstres byrådsgruppe og dermed også partiet Venstre. Balladen i Venstre i Aarhus fortsatte dog, og i november 2013 nedlagde Hjortshøj-Egå Venstres vælgerforening sig selv som en udløber af behandlingen af Henrik Vestergaard.
Henrik Vestergaard fortsatte samarbejdet i Aarhus Byråd som løsgænger og fik bl.a. i budget 2014-17 sikret, at kommunen selv investerede i kloakeringen af sine kolonihaver, samt at der blev afsat midler til kunstgræsbaner i hhv. BMI og HEI.